# Śmiertelna pułapka
Śmiertelna pułapka (ang. Deathtrap) – amerykańska komedia kryminalna z 1982 roku w reżyserii Sidneya Lumeta, na podstawie sztuki Iry Levina.

## Obsada
- Michael Caine – Sidney Bruhl
- Christopher Reeve – Clifford Anderson
- Dyan Cannon – Myra Bruhl
- Irene Worth – Helga Ten Dorp
- Henry Jones – Porter Milgrim

## Nagrody i nominacje

### Nagrody Saturn 1982
- Najlepszy horror (nominacja)
- Najlepszy scenariusz – Jay Presson Allen (nominacja)
- Najlepszy aktor – Christopher Reeve (nominacja)
- Najlepsza aktorka drugoplanowa – Irene Worth (nominacja)

### Złota Malina 1982
- Najgorsza aktorka drugoplanowa – Dyan Cannon (nominacja)